# Ansar Tebujew
Ansar Magomiedowicz Tebujew, ros. Ансар Магометович Тебуев (ur. 1952, zm. 18 października 2004 w Czerkiesku), polityk rosyjski.
Był politykiem rosyjskiej republiki Karaczajo-Czerkieskiej. Pełnił funkcję naczelnika policji kryminalnej w Ministerstwie Spraw Wewnętrznych republiki, od 2003 był wicepremierem Karaczajewo-Czerkiesji.
Zastrzelony w centrum stolicy republiki, Czerkiesku.